# Enoplognatha quadripunctata
Enoplognatha quadripunctata là một loài nhện trong họ Theridiidae.
Loài này thuộc chi Enoplognatha. Enoplognatha quadripunctata được Eugène Simon miêu tả năm 1884.